# 靖康
靖康（せいこう）は、中国・北宋代欽宗の治世で用いられた元号。1126年 - 1127年。
- 元年11月、金により首都開封は陥落させられ、北宋は滅亡した（靖康の変）。

## 西暦等との対照表
| 靖康 | 元年   | 2年          |
| 西暦 | 1126年 | 1127年       |
| 干支 | 丙午   | 丁未         |
| 金   | 天会4  | 天会5        |
| 西夏 | 元徳8  | 元徳9 正徳元 |